# 馬應夢
馬應夢（1530年—？），字仕徵，號柳坡，山東兗州府曹州人，軍籍，明朝政治人物。

## 生平
嘉靖四十年（1561年）辛酉科山東鄉試第六十七名舉人。嘉靖四十四年（1565年）中式乙丑科三甲第二百二十七名進士。大理寺观政，四十五年四月授池州府推官，丁忧。隆慶三年（1569年）四月復除河间府，五年九月考选江西道御史，差巡盐两浙，巡按广东，万历四年（1576年）正月升陕西参议，五年五月升甘肃行太仆寺少卿，丁忧，九年二月京考降调。十年十二月降霸州判官，十一年六月升潞安府推官，十二年三月升南户部主事，十五年十月升南礼部郎中，十六年十二月升陕西佥事，二十年加参议致仕。

## 家族
曾祖馬興；祖父馬鰲；父馬文舉，庠生赠御史；母范氏，封太孺人。弟應揚（庠生）、應顯。